# Coccoloba incrassata
Coccoloba incrassata är en slideväxtart som beskrevs av Ignatz Urban. Coccoloba incrassata ingår i släktet Coccoloba och familjen slideväxter. Inga underarter finns listade i Catalogue of Life.